# Provincia Talca
Talca (în spaniolă Provincia de Talca) este o provincie din regiunea Maule, Chile, cu o populație de 370.154 locuitori (2012) și o suprafață de 9937,8 km2.